# 해남 광보사 육경합부
해남 광보사 육경합부는 대한민국 전라남도 해남군 옥천면, 광보사에 있는 불경이다. 2016년 8월 26일 해남군의 향토문화유산 제35호로 지정되었다.

## 개요
광보사 소장 육경합부는 광보사 주지스님이 태안사 충무로 재직시 청화선사께서 태안사 주지 재임시 물려준 것으로 시대 및 연대는 조선(1465) / 成化乙西, 世祖 11년이다.
1.금강경부터 6.관음예문까지 합철된 6경 합부로써 불상의 복장본으로 추정되며, 당초부터 표지와 변상도는 없었다. 육경합부의 내용은 1.금강반야바라밀경 24장, 2.대방광불화엄경보현행원품 23장, 3.대불정수능엄신주 15장, 4.불설아미타경 10장, 5.법화경관세음보살보문품 8장, 6.관세음보살예문(발문포함) 16장으로 구성되었다.
광보사 육경합부는 권수면 “금강경계청”과 2면에 몇자의 박락된 글자를 서사 보완하고 하단의 훼손 부분까지 섬세하게 보존 처리하여 비교적 양호하다.